# ابراهیم پطرس
ابراهیم پطرس(به عربی: إبراهيم بُطرُس إبراهيم) (۱۹۰۳-۱۹۶۲م) آموزگار، روزنامه‌نگار و مترجم عراقی از اهالی موصل بود. سرزمین کوران (اچ. جی. ولز)، عصر اتم و الموصل را به عربی ترجمه کرد. چگونه شیوه‌ای پیروزمند برای خود برگزینی (کیف تختار لک مسلکا ناجحا) از آثار اوست.